# Barnásfehér csuszka
A barnásfehér csuszka (Sitta victoriae) a verébalakúak (Passeriformes) rendjébe, ezen belül a csuszkafélék (Sittidae) családjába tartozó faj.

## Előfordulása
Mianmar területén honos. A természetes élőhelye szubtrópusi és trópusi hegyi esőerdők.

## Megjelenése
Testhossza 11,5 centiméter.